# Байсеитова, Куляш Жасымовна
Куляш Жасыновна Байсеи́това (каз. Күләш Жасынқызы Байсейітова, имя при рождении — Гульбахрам Жасыновна Беитова; 1912—1957) — советская, казахская оперная певица (лирико-колоратурное сопрано), драматическая актриса. Лауреат двух Сталинских премий II степени (1948, 1949). Одна из первых обладательниц звания «Народный артист СССР» (1936) и одна из самых молодых (после Халимы Насыровой) за все годы его присвоения.

## Биография
Родилась 19 апреля (2 мая) 1912 года (по другим источникам — 12 января) в степях Сары-Арки, в ауле Жанаорталык Каркаралинского уезда Семипалатинской области (ныне — в Актогайском районе Карагандинской области Казахстана). В Алматы её привезли в возрасте двенадцати лет и какое-то время она жила в интернате. Происходит из подрода дадан рода тобыкты племени аргын.
Её природный музыкальный талант проявился рано. Она заучивала и исполняла песни, жыры и кысса, услышанные от отца Жасына.
В 1925—1928 годах училась в Алматинском педагогическом техникуме Института просвещения, участвовала в музыкальной самодеятельности.
В 1930 году поступила в студию созданного в 1926 году в Кызыл-Орде и в 1929 году переведённого в Алматы Казахского театра драмы (ныне Казахский государственный академический театр драмы имени М. О. Ауэзова). Обучаясь актёрскому мастерству и музыкальной грамоте, играла в театре небольшие эпизодические роли, а вскоре и главные.
В 1933 году вошла в состав труппы Музыкального театра (ныне Казахский театр оперы и балета имени Абая), где выступала до конца жизни. Занималась пением в учебной студии театра у К. А. Дианти и В. А. Смысловской.
Музыкальный и сценический талант певицы ярко проявился в создании образа Айман в музыкальной комедии «Айман — Шолпан» на либретто М. О. Ауэзова, музыка И. В. Коцика. Образ Шуги (музыкальная драма «Шуга» Б. Майлина и И. Коцика) свидетельствовал о возросшем мастерстве певицы, партия Жибек («Кыз-Жибек» Е. Г. Брусиловского) позволила певице подняться к высотам классического оперного искусства.
Другая знаменитая оперная певица В. В. Барсова так отзывалась о Куляш Байсеитовой:

…изумительный облик этой певицы произвёл на меня потрясающее впечатление… Я не могла бы назвать певицу, с которой можно было бы её сравнить, — до такой степени индивидуален и своеобразен высокий, лёгкий и прозрачный голос казахской певицы… Куляш Байсеитова — подлинная гордость не только казахского, но и всего нашего советского искусства.

«…Когда мы слушали партию Чио-Чио-сан в исполнении Куляш, нам нисколько не мешало незнание казахского языка. Казалось, что мы понимаем не только общую, выраженную артисткой мысль, но и каждое произнесенное ею слово. Настолько ярко было выражено состояние Чио-Чио-сан в мимике и интонациях артистки…»
Из рукописи режиссёра А. Троицкого «Наследие Куляш Байсеитовой».

Выступала и как концертная певица. Исполняла народные песни на многих языках (казахские «Елигай», «Шили озен», русская «Колокольчик», польская «Шла девица», чешская «Пастушок», армянская «Ласточка» и др.), произведения русских, советских и западно-европейских композиторов.
В годы войны выезжала на фронт в составе концертной бригады.
В 1944 году снялась в музыкальном фильме «Концерт пяти республик».
С 27 августа 1949 года — член Советского комитета защиты мира. Была организатором и бессменным руководителем Казахского театрального общества. Участвовала в работах I Всесоюзной конференции сторонников мира, II Всемирного Конгресса сторонников мира.
Член ВКП(б) с 1943 года. Депутат Верховного Совета Казахской ССР 1—3-го созывов.
В июне 1957 года отправилась на концерт в Москву. После концерта, жалуясь на боли в голове, певица вернулась в гостиницу. Утром 6 июня горничная нашла её бездыханное тело в ванной. Врачи позже констатировали кровоизлияние в мозг.
Похоронена в Алматы на Центральном кладбище.

### Семья
- Муж — Канабек Байсеитов (1905—1979) — актёр, режиссёр, драматург. Один из основателей Казахского музыкального театра. Народный артист Казахской ССР
- Дочери — старшая Куралай (1938—1974), средняя Карлыгаш (1940-2023[8]), младшая Каршыга (1942—1947).
- Дочь (приёмная) — Раушан Байсеитова (1947) — солистка балета. Народная артистка Казахской ССР. Лауреат Государственной премии Казахстана. (Мать Раушан Байсеитовой Райхан — родная сестра Куляш)[9].

## Звания и награды
- Заслуженная артистка Казахской ССР (1934)[10]
- Народная артистка СССР (1936)
- Сталинская премия второй степени (1948) — за концертно-исполнительскую деятельность[11]
- Сталинская премия второй степени (1949) — за исполнение главной партии в оперном спектакле «Биржан и Сара» Мукана Тулебаева[12]
- Орден Трудового Красного Знамени (26.05.1936) — за выдающиеся заслуги в деле развития казахского оперного искусства, казахской музыки, песни и танцев
- Орден Ленина (1945)
- Медаль «За доблестный труд в Великой Отечественной войне 1941-1945 гг.»

## Творчество

### Роли в театре

Памятник Куляш Байсеитовой в Алма-Ате в сквере у музыкальной школы её имени, 2011

#### Казахский театр драмы(1930—1933)
- «Женитьба» Н. В. Гоголя — Агафья Тихоновна
- «Зауре» К. Байсеитова и Ж. Т. Шанина — Зауре
- «Шахта» Ж. Т. Шанина — Зейнеп
- «Енлик — Кебек» М. О. Ауэзова — Енлик
- «Подводная лодка» М. Я. Тригера — Клавдия
- «Фронт» Б. Ж. Майлина — Пулиш

#### Государственный академический театр оперы и балета им. Абая(1933—1957)
- «Айман — Шолпан» (музыкальная комедия) М. О. Ауэзова и И. В. Коцика — Айман
- «Шуга» (музыкальная драма) Б. Майлина и И. Коцика — Шуга
- «Кыз-Жибек» Е. Г. Брусиловского — Жибек
- «Жалбыр» Е. Г. Брусиловского — Хадиша
- «Ер-Таргын» Е. Г. Брусиловского — Акжунус
- «Золотое зерно» Е. Г. Брусиловского — Айша
- «Гвардия, вперед!» Е. Г. Брусиловского — Сайра
- «Бекет» А. А. Зильбера — Зере
- «Глубокое озеро» И. Н. Надирова — Раушан
- «Наргиз» М. М. Магомаева — Наргиз
- «Даиси» З. П. Палиашвили — Маро
- «Абай» А. К. Жубанова и Л. А. Хамиди — Ажар
- «Биржан и Сара» М. Т. Тулебаева — Сара
- «Алтынчеч» Н. Г. Жиганова — Алтынчеч
- «Евгений Онегин» П. И. Чайковского — Татьяна
- «Мадам Баттерфляй» Дж. Пуччини — Чио-Чио-Сан
- «Демон» А. Г. Рубинштейна — Тамара

## Память

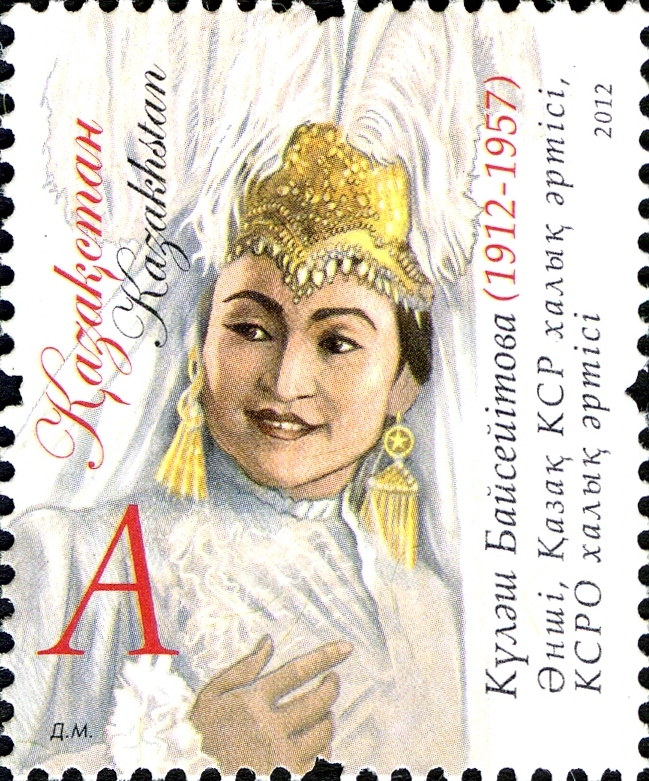
Почтовая марка Казахстана, посвящённая Куляш Байсеитовой. 2012 г.

- Её именем названы улицы в Алматы, Талдыкоргане, Астане, Балхаше, Темиртау и театр Астана Опера
- Именем Куляш Байсеитовой названа музыкальная школа в Алматы. С 1948 года в этой школе получили образование более 20 тысяч выпускников, из них более тысячи являются лауреатами и дипломантами международных и республиканских конкурсов (в том числе домбрист и дирижёр Нургиса Тлендиев, Народная артистка РК, лауреат Государственной премии Макпал Жунусова, пианистка Жания Аубакирова, дирижёр Базаргали Жаманбаев, скрипачи Айман Мусаходжаева, Марат Бисенгалиев, Гаухар Мурзабекова, Аида Аюпова, Жамиля Серкебаева и многие др.)
- Была учреждена Государственная премия Казахской ССР им. К. Байсеитовой
- Ежегодно в Казахстане проводится конкурс вокалистов имени К. Байсеитовой
- 15 сентября 2011 года в сквере у музыкальной школы её имени в Алматы в преддверии 100-летия певицы был установлен бронзовый памятник[13]
- В 1969 году на киностудии «Казахфильм» был снят документальный фильм «Наша Куляш» (режиссёр Тұрар Бекжанұлы Дұйсебаев)
- В 2004 году на киностудии «Казахфильм» вышел музыкальный фильм «Аул Куляш» (режиссёр Мурат Мусин)
- В 2012 году казахстанский телеканал «Мадениет» («Культура») снял фильм «Легенды и мифы оперного. Куляш Байсеитова» (спецприз фестиваля «ТЭФИ-Содружество»-2012)
- В 2013 году вышел казахстанский телесериал о жизни певицы «Куляш».